# Pierre-Paul Bonnet
Pour les articles homonymes, voir Bonnet.
Pierre-Paul Bonnet, né le 17 septembre 1871 à Vailly-sur-Sauldre (Cher) et mort lors de la bataille de la Somme le 11 octobre 1916 à Bouchavesnes (Somme), est un lieutenant-colonel dans l'infanterie française durant la Première Guerre mondiale.

## Biographie
Pierre-Paul Bonnet s'engage volontairement dans l'armée en tant que simple soldat à l'âge de 20 ans le 25 octobre 1891. Entrant à Saint-Cyr 6 jours plus tard (même promotion que Gamelin), il est nommé en octobre 1893 sous-lieutenant au 113e régiment d'infanterie où il restera jusqu'en novembre 1901, puis lieutenant en 1895.
Il a servi en Algérie de 1902 à 1908 au sein des 136e RI, 105e RI et 1er Zouaves en alternant avec des périodes en Etat-major. Il est capitaine en 1904.
Le 31 octobre 1908, il est affecté au 1er bureau de l'Etat-Major de l'Armée. Le 25 septembre de l'année suivante, il rejoint le cabinet du nouveau chef d'Etat-major de l'Armée (le général Édouard Laffon de Ladebat) et le suivra jusqu'en septembre 1913 lorsque le général sera nommé, en 1911, au Conseil supérieur de la guerre.
Entre septembre 1913 et le 1er juin 1915, il est chef de bataillon au 4e RI. Il est lieutenant-colonel le 26 décembre 1915.
Commandant le 72e régiment d'infanterie depuis le 18 janvier 1916, il tombe au champ d'honneur le 11 octobre 1916 à Bouchavesnes lors de la bataille de la Somme.

## Distinctions
- Chevalier de la Légion d'honneur (décret du 29 décembre 1910)[3]
- Croix de guerre 1914–1918 avec palme :

« Officier supérieur de grande valeur ayant un sentiment élevé de ses devoirs militaires.
S'est d'abord distingué par la grande activité et l'ingéniosité qu'il a portée dans l'organisation d'un secteur très difficile. Puis, dans une action offensive, a réussi par son énergie, son habileté et son action personnelle, à enlever avec son régiment une position solidement organisée.
Tué le 11 octobre 1916 au cours d'un bombardement intense sur la position conquise au moment où il se portait à un poste d'observation particulièrement dangereux. »

— Citation à l'Ordre de l'Armée n°414 du 13 novembre 1916
- Médaille commémorative du Maroc, agrafe Haut-Guir
- Officier du Nichan Iftikhar (25 novembre 1910)[3]

## Postérité
- Une pierre en hommage lui est dédiée au cimetière de Vailly-sur-Sauldre où repose sa famille.